# Џаоћинг
Џаоћинг (肇庆) град је Кини у покрајини Гуангдонг. Према процени из 2009. у граду је живело 395.422 становника.

## Становништво
Према процени, у граду је 2009. живело 395.422 становника.
| 1990. | 2000.   | 2009    |
| ----- | ------- | ------- |
| …     | 316.778 | 395.422 |